# Гней Папирий Карбон (консул 113 года до н. э.)
Гней Папи́рий Карбо́н (лат. Gnaeus Papirius Carbo; умер, предположительно, в 112 году до н. э., Рим, Римская республика) — римский военачальник и политический деятель из плебейского рода Папириев Карбонов, консул 113 года до н. э. Командовал в первом в истории Рима военном столкновении с германцами. Потерпел поражение, вскоре после этого был осуждён и покончил с собой.

## Происхождение
Гней Папирий принадлежал к плебейскому роду Папириев. Первый, известный истории, носитель когномена Карбон (Carbo), Гай Папирий, достиг претуры в 168 году до н. э. и был либо отцом, либо дедом Гнея. Впрочем, исследователи отмечают, что промежуток между претурой Гая и консулатом первого из представителей нового поколения Карбонов (48 лет) слишком велик для первого варианта и слишком мал для второго. В любом случае, отец Карбона-консула носил преномен Гай.
Гней Папирий был средним из трёх братьев. Старшим был Гай Папирий Карбон, консул 120 года до н. э., младшим — Марк.

## Биография
Учитывая дату консулата и требования закона Виллия, установившего минимальные временные промежутки между высшими магистратурами, Гней Папирий должен был не позже 116 года до н. э. занимать должность претора. В этом качестве или позже, с полномочиями пропретора, он мог управлять провинцией Азия. Таким образом исследователи трактуют тот факт, что царь Антиох VIII Грип из династии Селевкидов посвятил Карбону надпись на острове Делос.
В 113 году до н. э. Гней Папирий стал консулом совместно с ещё одним плебеем Гаем Цецилием Метеллом Капрарием. Именно в этом году произошло первое столкновение Рима с германцами: племя кимвров вторглось в Норик и приблизилось к границам Италии. В ответ на столь явную угрозу Карбон с армией занял альпийские перевалы, а потом двинулся на германцев и потребовал, чтобы они оставили земли союзников Рима. Те заявили о своих мирных намерениях; тогда консул дал кимврам проводников, которым поручил вести племя самой длинной дорогой. Он же повёл армию кратчайшим путём и напал на германцев, когда те отдыхали.
В битве, несмотря на фактор внезапности, римляне понесли большие потери. Аппиан утверждает, что армия Гнея Папирия была бы полностью уничтожена, если бы не густой туман, дождь и гроза, заставившие противников прекратить схватку. После этого кимвры «ушли к галлам», а уцелевшие римляне попрятались в лесах. Только на третий день они сошлись в одно место.
Аппиан не уточняет, где именно произошло сражение. По данным Страбона, это было у города Норея.
Позже молодой нобиль Марк Антоний (впоследствии получивший прозвище «Оратор») привлёк Гнея Папирия к суду. Этот процесс упоминается только в двух источниках, которые ничего не говорят о сути предъявленного обвинения; предположительно речь шла о войне с германцами, и в этом случае дело должно было слушаться в 112 году до н. э. — сразу по истечении консульских полномочий Карбона. Приговор был обвинительным. Гней Папирий после процесса покончил с собой, приняв вместо яда сапожные чернила.

## Потомки
У Гнея Папирия было двое сыновей. Старший, тоже Гней, был одним из руководителей марианской «партии» во время гражданской войны и трёхкратным консулом (в 85, 84 и 82 годах до н. э.). Второй, Гай, предположительно, был народным трибуном в 89 году до н. э. и претором в 81 году до н. э.

## Оценки
Аппиан, который наиболее подробно рассказывает о войне с кимврами (правда, этот автор употребляет этноним «тевтоны»), явно возлагает на Карбона вину не только за поражение, но даже за то, что сражение состоялось. При этом исследователи констатируют, что Аппиан очень тенденциозно излагает материал.